# Kubrův statek
Kubrův statek se nachází na Starém náměstí v Praze-Ruzyni. Patří k nejstarším ruzyňským hospodářským usedlostem a je památkově chráněn.

## Historie
Statek je zmíněn už v pozemkové listině z roku 1568. Usedlost původně tvořily čtyři samostatné budovy a ohradní zeď: zděná patrová obytná budova s přístavkem a navazujícími chlévy, hospodářské stavení naproti domu situované do svahu, samostatná zděná stodola z opuky s cihlovým štítem a na jižní straně dvora hospodářská budova s chlévy a sklepem.
Dnes je objekt Kubrova statku součástí hotelového komplexu. Dochovala se pouze obytná budova, která nyní funguje jako restaurace U Rychtáře, stodola a část ohradní zdi. Ostatní budovy statku ustoupily společně s objektem sousední usedlosti čp. 14 budově hotelu.
S Kubrovým statkem majetkově souvisí zájezdní hostinec Bílý Beránek ve Stodůlkách, který založil ruzyňský rychtář Vavřinec Kubr v roce 1740 a kde potomci rodiny Kubrů bydleli až do roku 1961.